# Branimir Ritonja
Branimir Ritonja, slovenski fotograf, * 1961 v Mariboru.
Branimir Ritonja je rojen 1961 in je diplomiral na Fakulteti za varnostne vede. Kot komaj 12- letnik v osnovno-šolski temnici razvije svoj prvi črno-beli film in izdela prvo črno-belo fotografijo. Leta 1981 postane član Fotokluba Maribor, kjer se je sreča z Ivanom Dvoršakom, ki je nekaj naslednjih let njegov mentor. Istega leta Branimir posname fotografijo Starec, prejele je največ nagrad. Leto kasneje, 1982, na razstavi Umetniške fotografije v Beogradu prejme drugo nagrado. Z nagrado prejme knjigo »Psihologija zapažanja umjetničkog dijela«  gre za knjigo, ki mi je odprla šririno kako ljudje dojemamo umetnost in kako lahko s pomočjo fotografsgea medija ustvarimo umetniška dela. 
Leta 1986 posname fotografijo Deklica z jabolkom gre za eno prvih fotografij, ki sem jih izdelal v tehniki fotografike, večkrat nagrajena fotografija. Leto dni kasneje ustvari fotografski seriji Arhitektura in Portreti v tehniki fotografike, med leti 1988 in 1989 pa serijo fotografij Svetlobne skice. Fotografska zveza Jugoslavije (FZJ) mu 1989 podeli tudi naziv kandidata-mojstra fotografije, Branimir pa razstavlja v njihovih prostorih oz. galeriji v Beogradu. 
V začetku 90-ih let Ritonja začne uporabljati kamero srednjega formata. V času od 1994 do 1997 fotografira grafite, ki jih nato razstavlja v Mali galeriji Cankarjevega doma. Medtem mu leta 1995 Mednarodna zveza za umetniško fotografijo (FIAP) podeli naziv umetnika fotografije (AFIAP).  Leta 1998 postane mojster fotografije.
Kot izjemno aktiven član FK Maribor leta 1996 postane umetniški vodja njihove Fotogalerije Stolp. Dve leti kasneje prejme naziv mojster fotografije, podeli mu ga Fotografska zveza Slovenije. Tik pred prestopom v novo tisočletje pa začne Ritonja preizkušati tudi digitalno fotografsko tehniko. Med udeležbo na likovni koloniji v Madridu, ki jo razširi v študijsko potovanje po Španiji, leta 2001 ustvari odmevno kolekcijo fotografij na temo španske koride Sin salida – Brez izhoda. Razstavi jih v likovni galeriji UGM, DLUM, Miheliševi galeriji in Tržiškem likovnem salonu.
Leta 2002 je izvoljen za predsednika Fotokluba Maribor. Istega leta prične eksperimentirati s fotografijo na kamnu in drugih podlagah ter v letu dni pripravi fotografsko-prostorsko postavitev z naslovom 20, ki jo najprej razstavi prav v domači Fotogaleriji Stolp. V letih 2001 - 2004 posname serijo fotografij Mariborska dvorišča.  V naslednjih dveh letih Ritonja posname še serijo del Nedeljsko jutro praznina mesta in radejanja po sobotni noči, ko so si vandalisti na poto domov dali uška.  
V letu 2004 njegovo pozornost pritegnejo predmestja. Potem, ko naslednje leto študijsko preživi v Bratislavi in tam posname serijo fotografij motivnih kontrastov, v 2006 razstavlja mestne kontraste v Gradu Slovenska Bistrica in KUD France Prešeren v Ljubljani. Leta 2007 postane član Zveze društev slovenskih likovnih umetnikov in DLUM.  V Likovnem razstavišču UKM in galeriji DLUM v Mariboru 2011 razstavi serijo portretov mariborskih umetnikov, ki so objavljeni tudi v kronološki publikaciji oz. knjigi 25 let Glazerjeve nagrade. Zelo odmevna serija »Kaznilnica«  - opuščene zaporniške celice 2012 v Novi galeriji Trbovlje, galerija grad Lendava, galerija La roggia, Pordenone, Italija. Izbran je bil, da s kolekcijo fotografij »kaznilnica« predstavlja Slovenjo na potujoči razstavi »Izostritev na srednjo Evropo«.  Ritonja ima do danes zabeleženih 48 samostojnih razstav, sodeloval je na preko 600 skupinskih, za svoja dela pa je prejel tudi preko 110 nagrad. Med drugim Plaketo Francoske fotografsjke zveze in Glazerjevo nagrado z listino za dosežke na področju kulture.
Zaposlen je kot kriminalist forenzik v mariborski policijski upravi, kjer se prav tako veliko ukvarja s forenzično fotografijo.